# Campionati mondiali di sollevamento pesi 2019 - 89 kg maschile
Le gare di sollevamento pesi della categoria fino a 89 kg maschile — pesi massimi leggeri — dei campionati mondiali del 2019 si sono svolte il 23 settembre 2019 a Pattaya presso l'Eastern National Sports Training Center.
Maksim Mudreuski, inizialmente classificatosi all'11º posto, venne squalificato per quattro anni nell'agosto del 2020 – un anno dopo la conclusione dei campionati – per scambio di provette avvenuto nel marzo del 2016 e l'11º posto ottenuto nel mondiale 2019 fu annullato.
Irmantas Kačinskas, inizialmente classificatosi al 20º posto, venne squalificato nel gennaio del 2020 per utilizzo di sostanze proibite e il 20º posto ottenuto nel mondiale 2019 fu annullato.

## Programma
L'orario indicato corrisponde a quello thailandese (UTC+07:00)
| Data              | Orario | Evento   |
| ----------------- | ------ | -------- |
| 23 settembre 2019 | 10:00  | Gruppo C |
| 23 settembre 2019 | 14:25  | Gruppo B |
| 23 settembre 2019 | 20:25  | Gruppo A |

## Medagliati
Per ciascun esercizio, i primi tre classificati sono i seguenti:
| Esercizio | Oro              | Oro    | Argento              | Argento | Bronzo              | Bronzo |
| --------- | ---------------- | ------ | -------------------- | ------- | ------------------- | ------ |
| Strappo   | Revaz Davitadze  | 172 kg | Aljaksandr Bjarsanaŭ | 169 kg  | Keydomar Vallenilla | 169 kg |
| Slancio   | Toshiki Yamamoto | 208 kg | Hakob Mkrtchyan      | 208 kg  | Ali Miri            | 207 kg |
| Totale    | Hakob Mkrtchyan  | 375 kg | Ali Miri             | 374 kg  | Revaz Davitadze     | 371 kg |

## Record
Prima di questa competizione, i record mondiali esistenti erano i seguenti:
| Record mondiale | Strappo | Mondiale standard | 179 kg | — | 1º novembre 2018 |
| Record mondiale | Slancio | Mondiale standard | 216 kg | — | 1º novembre 2018 |
| Record mondiale | Totale  | Mondiale standard | 387 kg | — | 1º novembre 2018 |

## Risultati
| Pos. | Atleta                     | Gr. | Peso atleta | Strappo (kg) | Strappo (kg) | Strappo (kg) | Strappo (kg) | Slancio (kg) | Slancio (kg) | Slancio (kg) | Slancio (kg) | Totale   |
| Pos. | Atleta                     | Gr. | Peso atleta | 1            | 2            | 3            | Pos.         | 1            | 2            | 3            | Pos.         | Totale   |
| ---- | -------------------------- | --- | ----------- | ------------ | ------------ | ------------ | ------------ | ------------ | ------------ | ------------ | ------------ | -------- |
|      | Hakob Mkrtchyan (ARM)      | A   | 88.75       | 163          | 167          | 170          | 4            | 204          | 208          | —            |              | 375      |
|      | Ali Miri (IRI)             | A   | 88.95       | 160          | 165          | 167          | 5            | 202          | 207          | 210          |              | 374      |
|      | Revaz Davitadze (GEO)      | A   | 88.50       | 166          | 169          | 172          |              | 199          | 203          | 204          | 8            | 371      |
| 4    | Aljaksandr Bjarsanaŭ (BLR) | A   | 89.00       | 160          | 166          | 169          |              | 196          | 201          | 205          | 5            | 370      |
| 5    | Toshiki Yamamoto (JPN)     | B   | 88.95       | 155          | 160          | 160          | 13           | 193          | 200          | 208          |              | 368      |
| 6    | Yu Dong-ju (KOR)           | B   | 88.50       | 157          | 162          | 162          | 9            | 200          | 205          | 209          | 4            | 367      |
| 7    | Olfides Sáez (CUB)         | B   | 87.80       | 157          | 162          | 165          | 6            | 199          | 204          | 204          | 7            | 364      |
| 8    | Keydomar Vallenilla (VEN)  | A   | 88.45       | 164          | 167          | 169          |              | 195          | 200          | 200          | 12           | 364      |
| 9    | Mohammad Zareei (IRI)      | A   | 88.55       | 165          | 169          | 170          | 7            | 196          | 206          | 207          | 10           | 361      |
| 10   | Denis Ulanov (KAZ)         | A   | 83.45       | 152          | 160          | 163          | 8            | 195          | 200          | 200          | 11           | 358      |
| 11   | Davit Hovhannisyan (ARM)   | A   | 88.25       | 160          | 160          | 165          | 14           | 190          | 195          | —            | 13           | 355      |
| 12   | Krenar Shoraj (ALB)        | B   | 88.00       | 153          | 156          | 161          | 15           | 192          | 198          | —            | 9            | 354      |
| 13   | Romain Imadouchène (FRA)   | A   | 87.95       | 153          | 157          | 157          | 18           | 199          | 199          | 200          | 6            | 353      |
| 14   | Ruslan Kožakin (UKR)       | B   | 88.40       | 154          | 158          | 160          | 12           | 183          | 188          | 191          | 14           | 351      |
| 15   | Roman Čepik (RUS)          | B   | 88.50       | 155          | 160          | 163          | 10           | 184          | 190          | 195          | 15           | 350      |
| 16   | Jordan Cantrell (USA)      | B   | 88.95       | 153          | 157          | 160          | 11           | 185          | 189          | 190          | 16           | 350      |
| 17   | David Samayoa (CAN)        | B   | 89.00       | 150          | 155          | 158          | 16           | 180          | 188          | 191          | 17           | 343      |
| 18   | Daýanç Aşyrow (TKM)        | B   | 88.55       | 150          | 150          | 154          | 17           | 180          | 185          | 189          | 18           | 339      |
| 19   | Forrester Osei (GHA)       | C   | 89.00       | 145          | 145          | 145          | 19           | 181          | 181          | 181          | 20           | 326      |
| 20   | Karol Samko (SVK)          | B   | 89.00       | 136          | 139          | 143          | 24           | 184          | 188          | —            | 19           | 323      |
| 21   | Ahmed Abu-Zriba (LBA)      | C   | 88.60       | 141          | 146          | 148          | 21           | 170          | 176          | 179          | 21           | 320      |
| 22   | Amar Musić (CRO)           | C   | 87.95       | 136          | 141          | 147          | 22           | 170          | 176          | 177          | 22           | 318      |
| 23   | Noah Santavy (CAN)         | C   | 87.65       | 135          | 140          | 140          | 23           | 165          | 170          | 175          | 23           | 310      |
| 24   | Camilo Zapata (CHI)        | C   | 88.95       | 135          | 140          | 143          | 20           | 165          | 165          | 170          | 24           | 308      |
| 25   | Ensar Musić (CRO)          | C   | 87.90       | 115          | 120          | 126          | 28           | 165          | 165          | 165          | 25           | 285      |
| 26   | Federico Santana (URU)     | C   | 85.75       | 117          | 122          | 125          | 27           | 142          | 145          | —            | 26           | 267      |
| —    | Tobias Knudsen (DEN)       | C   | 88.00       | 132          | 136          | 136          | 25           | 165          | 165          | 165          | —            | —        |
| —    | Afiq Haziq Daniel (MAS)    | C   | 87.65       | 128          | 131          | 133          | 26           | 161          | 161          | 161          | —            | —        |
| —    | Safaa Rashed (IRQ)         | A   | 88.55       | 160          | 163          | —            | —            | —            | —            | —            | —            | —        |
| DSQ  | Maksim Mudreuski (BLR)     | A   | 88.95       | 160          | 165          | 166          | —            | 191          | 196          | 200          | —            | —        |
| DSQ  | Irmantas Kačinskas (LTU)   | C   | 88.55       | 142          | 146          | 150          | —            | 171          | 177          | 177          | —            | —        |
| —    | Maximiliano Krenitz (ARG)  | B   | ritirato    | ritirato     | ritirato     | ritirato     | ritirato     | ritirato     | ritirato     | ritirato     | ritirato     | ritirato |
| —    | Eustaciano Arias (PAN)     | C   | ritirato    | ritirato     | ritirato     | ritirato     | ritirato     | ritirato     | ritirato     | ritirato     | ritirato     | ritirato |
| —    | Anas Dargal (MAR)          | C   | ritirato    | ritirato     | ritirato     | ritirato     | ritirato     | ritirato     | ritirato     | ritirato     | ritirato     | ritirato |